# Choladynastiet
Choladynastiet (tamil: சோழர்|சோழர் குலம்; udtale i IPA: ['ʧuʒə]) var et tamilsk dynasti, som herskede i Sydindien frem til 1200-tallet e.Kr. Dynastiet havde sit udspring i den frugtbare floddal ved Kaveri. Karikala Chola var den mest kendte blandt de tidlige cholakonger, mens Rajaraja Chola, Rajendra Chola og Kulothunga Chola I var de kendte kejsere senere.
Chola var på højden af sin magt i 900- og 1000-tallet. Under Rajaraja Chola I (Rajaraja den Store) og hans søn Rajendra Chola toppede dynastiet som en militær, økonomisk og kulturel magt i Asien. Cholaterritorierne strakte sig fra Maldiverne i syd og så langt nordpå som til floden Ganges' bredder i Bengalen. Rajaraja Chola erobrede den sydlige del af den Indiske Halvø, annekterede dele af Sri Lanka og okkuperede øerne i Maldiverne. Cholas magt blev svækket omkring 1300-tallet, da Pandyas og Hoysala voksede i indflydelse.
Choladynastiet har efterladt sig en arv, som består i området helt ind i moderne tid. Dets væld af tamilsk litteratur og dets iver efter at bygge templer har frembragt nogle storværker i tamilsk arkitektur og poesi. Cholakongerne var ivrige bygherrer og så for sig templerne i kongeriget ikke bare som steder til religionsdyrkelse, men også som centre for økonomisk aktivitet, som gavnede hele samfundet. De indledede en centraliseret styreform og etablerede et disciplineret bureaukrati.